# Jan Shejbal
Jan Shejbal (* 20. dubna 1994 Pardubice) je český profesionální fotbalista, který hraje na pozici středního záložníka za český klub Bohemians Praha 1905. Je také bývalým českým mládežnickým reprezentantem.
Mimo Česko působil na klubové úrovni na Slovensku.

## Klubová kariéra
Svoji fotbalovou kariéru začal v mužstvu FK Pardubice, odkud zamířil ještě jako dorostenec do klubu FC Hradec Králové.

### FC Hradec Králové

#### Sezona 2013/14
Před sezonou 2013/14 se propracoval do prvního mužstva. V A-mužstvu Hradce debutoval v druhé nejvyšší soutěži v utkání 2. kola hraného 4. srpna 2013 proti MFK OKD Karviná (prohra 1:2), když 75. minutě vystřídal Ondřeje Krajáka. Svůj první gól v sezoně a zároveň za první tým vstřelil 29. září 2013 v ligovém utkání 10. kola proti FK Baník Most (výhra 4:1). Podruhé v ročníku se střelecky prosadil ve 12. kole, když vsítil v zápase s MFK Frýdek-Místek (výhra 3:0) v 62. minutě druhou branku v utkání. 18. 11. 2013 ve druhém střetnutí s MFK OKD Karviná (výhra 2:1) dal v 66. minutě druhou branku zápasu. Počtvrté v sezoně se prosadil 20. dubna 2014 v ligovém utkání 23. kola proti FK Ústí nad Labem (výhra 3:1). Svůj pátý v ročníku dal v utkání 27. kola proti střížkovskému klubu FK Bohemians Praha (výhra 4:1), prosadil se ve 26. minutě. S Hradcem Králové postoupil do nejvyšší soutěže. Celkem v ročníku 2013/14 odehrál 23 ligových utkání.

#### Sezona 2014/15
Jeho tým po roce sestoupil do druhé nejvyšší soutěže. V sezoně 2014/15 odehrál 15 zápasů v lize, gól nevstřelil.

#### Sezona 2015/16
S mužstvem postoupil zpět do české nejvyšší soutěže, když jeho klub ve 28. kole hraném 17. 5. 2016 porazil FK Baník Sokolov 2:0 a 1. SC Znojmo, které bylo v tabulce na třetí pozici, prohrálo s FC Sellier & Bellot Vlašim. V sezoně 2015/16 odehrál pouze na jaře 2016 dvě ligové střetnutí jako střídající hráč.

### FC Nitra (hostování)
Před ročníkem 2016/17 odešel na roční hostování do slovenského mužstva FC Nitra. Po půl roce se vrátil zpět do Hradce Králové. Celkem za Nitru odehrál 16 ligových utkání, ve kterých vsítil pět branek.

### FK Pardubice (hostování)
V lednu 2017 se vrátil formou půlročního hostování do Pardubic.

## Reprezentační kariéra
Jan Shejbal je bývalým mládežnickým reprezentantem České republiky. Nastupoval za výběry do 16, 18, 19, 20 a 21 let.